# Igor Novikov (femkampare)
Igor Novikov, född 19 oktober 1929 i Drezna, död 30 augusti 2007 i Sankt Petersburg, var en sovjetisk femkampare.
Novikov blev olympisk guldmedaljör i modern femkamp vid sommarspelen 1956 i Melbourne.